# Walter Demmelhuber
Walter Demmelhuber (* 1969 in Trostberg) ist ein deutscher Wirtschaftswissenschaftler.

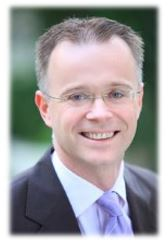
Walter Demmelhuber

## Leben
Walter Demmelhuber wuchs auf einer großen Landwirtschaft spezialisiert auf Milcherzeugung auf. Er verfolgte nach dem Realabschluss eine Berufsausbildung als Industriemechaniker mit dem Ziel, die elterliche Landwirtschaft zu übernehmen; studierte dann aber als Bachelor an der University of Essex, als Master an der Universidad de Alicante und promovierte 2003 zum Dr. rer. pol. an der Universität Osnabrück.
Basis seiner Dissertation sind die Hindernisse von Studenten, Forschern und Lehrenden in der Europäischen Union, welche die Behinderung der Anerkennung von Abschlüssen und die Beschäftigung insbesondere als Beamte in anderen EU-Ländern beleuchten. Insbesondere die weitere Forschung zur Limitierung der Kompetenz von Universitäten, eigenständig Spracheingangskriterien festzulegen, hat dazu geführt, dass es Studenten einheitlich erleichtert wurde, mit einem Sprachreferenzrahmen von B1/B2 im Ausland ein Studium zu beginnen.
Seit 2012 ist er Gastdozent der Friedrich-Alexander-Universität in Erlangen-Nürnberg und seit 2016 Beirat der wirtschaftswissenschaftlichen Fakultät.
Er ist Aufsichtsratsvorsitzender der Hosokawa Alpine AG und Vorstand der börsennotierten FRIWO AG.
Walter Demmelhuber lebt in Kirchweidach, ist verheiratet und Vater von einer Tochter. Die jetzigen Forschungsschwerpunkte sind B2B eCommerce, B2B Auktionen und vertriebliche Big Data Analyse.

## Werke
- Literatur von und über Walter Demmelhuber im  Katalog der Deutschen Nationalbibliothek
- Literatur von und über Walter Demmelhuber in Google Scholar

## Weitere Tätigkeiten
- Beirat der wirtschaftswissenschaftlichen Fakultät der Friedrich-Alexander-Universität in Erlangen-Nürnberg.
- Mitglied von Mensa in Deutschland e.V., der größte Verein für Hochbegabte in Deutschland.

| Personendaten    | Personendaten                        |
| ---------------- | ------------------------------------ |
| NAME             | Demmelhuber, Walter                  |
| KURZBESCHREIBUNG | deutscher Wirtschaftswissenschaftler |
| GEBURTSDATUM     | 1969                                 |
| GEBURTSORT       | Trostberg                            |